# Вортицизам
Вортицизам (енгл. Vorticism) је један правац у вајарству и уопште авангардни покрет у енглеској уметности у раном 20. веку који је паралелан са француским кубизмом или још боље са италијанским футуризмом и био је реакција на импресионистичку естетику који је желео да изрази модерни свет машина и у свет уметности жели да уведе индустријске форме.

## Карактеристике
Историјски значај вортизма је значајан и доказује залагање за апстракцију која се јавља у Европи у годинама 1910–1912. Перси Виндхем Лујс глава личност овог покрета ишао је тако далеко да је утицао на кубисте. Покрет је трајао од 1912–1915. године. Први светски рат је онемогућио развијање његовог програма и филозофије.

## Манифест вортицизма
Вортекс је била тачка у којој енергија била на врхунцу. У механици представља највећи резултат. Снажан, хладан, механички, статички- јесу особине које одликује вортицизам. Вортицизам ставља у центар својих пажњи свет машина. Желимо само да једноставно проживљавамо овај свет и да осећамо како у нама струју његова енергија.

## Уметници (избор)
- Перси Виндхем Лујс (Percy Wyndham Lewis)
- Јакоб Епштајн (Jacob Epstein)
- Хенри Гаудир- Brzeska (Henri Gaudier-Brzeska)
- Вилијам Робертс (сликар) (William Roberts)
- Дороти Шекспир (Dorothy Shakespeare)
- Edward Вадсворт (Edward Wadsworth)